# Monarch (marka samochodów)

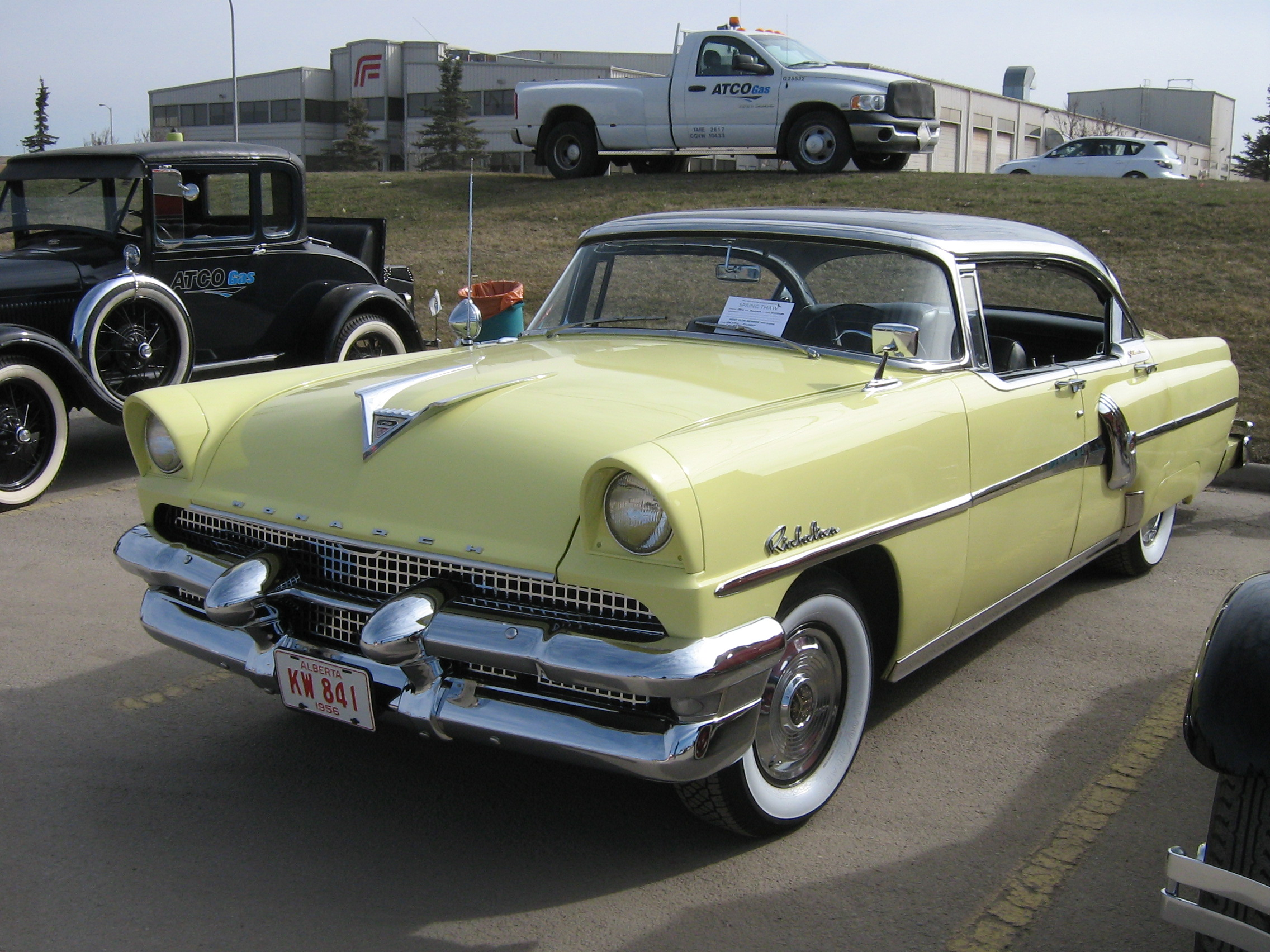
Monarch Richelieu

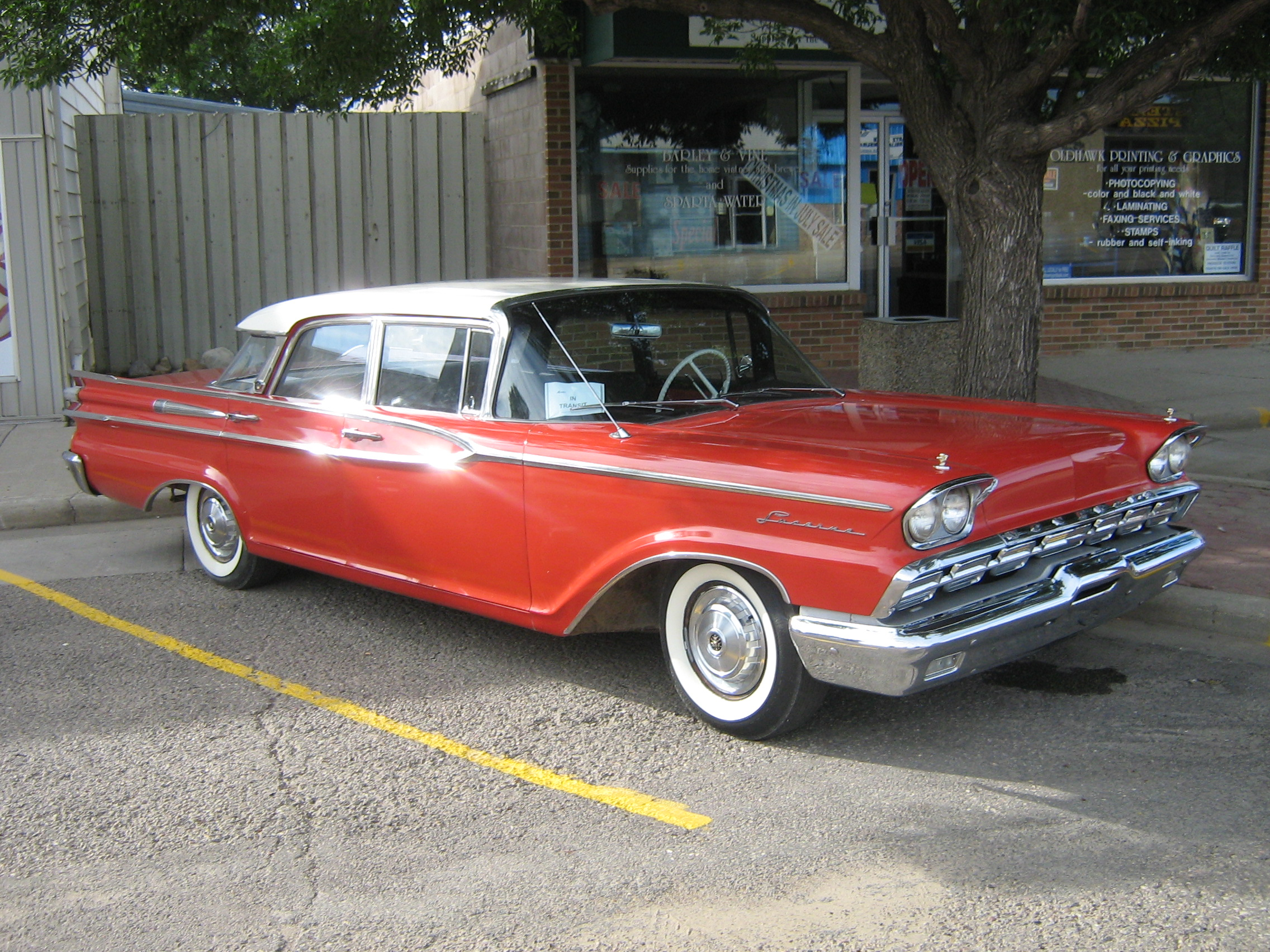
Monarch Lucerne

Monarch – dawny kanadyjski producent samochodów osobowych z siedzibą w Oakville działający w latach 1946–1957 oraz ponownie 1958–1961. Marka należała do amerykańskiego koncernu Ford Motor Company. 

## Historia
Marka Monarch została wprowadzona przez koncern Forda z myślą o rynku kanadyjskim uwzględniając lokalne rynkowe wymagania. Z powodu innej gęstości zaludnienia i struktury kanadyjskich miast, lokalni dealerzy Forda uzyskali możliwość sprzedawania większych i bardziej luksusowych modeli.
Modele Monarch były lokalnymi wariantami modeli marki Mercury, odróżniając się od nich modyfikacjami wizualnymi na potrzeby lokalnego rynku na czele z oznaczeniami producenta i innymi wzorami atrap chłodnicy.
W 1957 roku, w związku z wdrożeniem do sprzedaży marki Edsel dostępnej zarówno w Stanach Zjednoczonych, jak i Kanadzie, zdecydowano się wycofać markę Monarch. 
Z powodu rynkowej porażki Edsela, Monarch został jednak ponownie wprowadzony do sprzedaży w Kanadzie, gdzie pozostał do 1961 roku. Wówczas filia została ponownie, tym razem trwale wycofana, z powodu uzupełnienia oferty Forda o autorski model Galaxie.

## Modele samochodów

### Historyczne
- Richelieu (1946–1957)
- Lucerne (1955–1957)
- Sceptre (1957)
- Richelieu (1958–1961)